# Višňov
Višňov (ungarisch Visnyó) ist eine Gemeinde im Osten der Slowakei mit 246 Einwohnern (Stand 31. Dezember 2024), die zum Okres Trebišov, einem Kreis des Košický kraj, gehört. Sie ist Teil der traditionellen Landschaft Zemplín.

## Geographie
Die Gemeinde befindet sich im westlichen Teil des Ostslowakischen Tieflands, genauer im Ostslowakischen Hügelland, am östlichen Fuß des Gebirges Slanské vrchy, am Bach Bačkovský potok im Einzugsgebiet der Ondava. Das Ortszentrum liegt auf einer Höhe von 122 m n.m. und ist sechs Kilometer von Sečovce sowie 17 Kilometer von Trebišov entfernt (Straßenentfernung).
Nachbargemeinden sind Stankovce im Norden, Parchovany im Osten, Dvorianky im Südosten, Sečovce im Süden und Südwesten, Bačkov im Westen und Kravany im Nordwesten.

## Geschichte

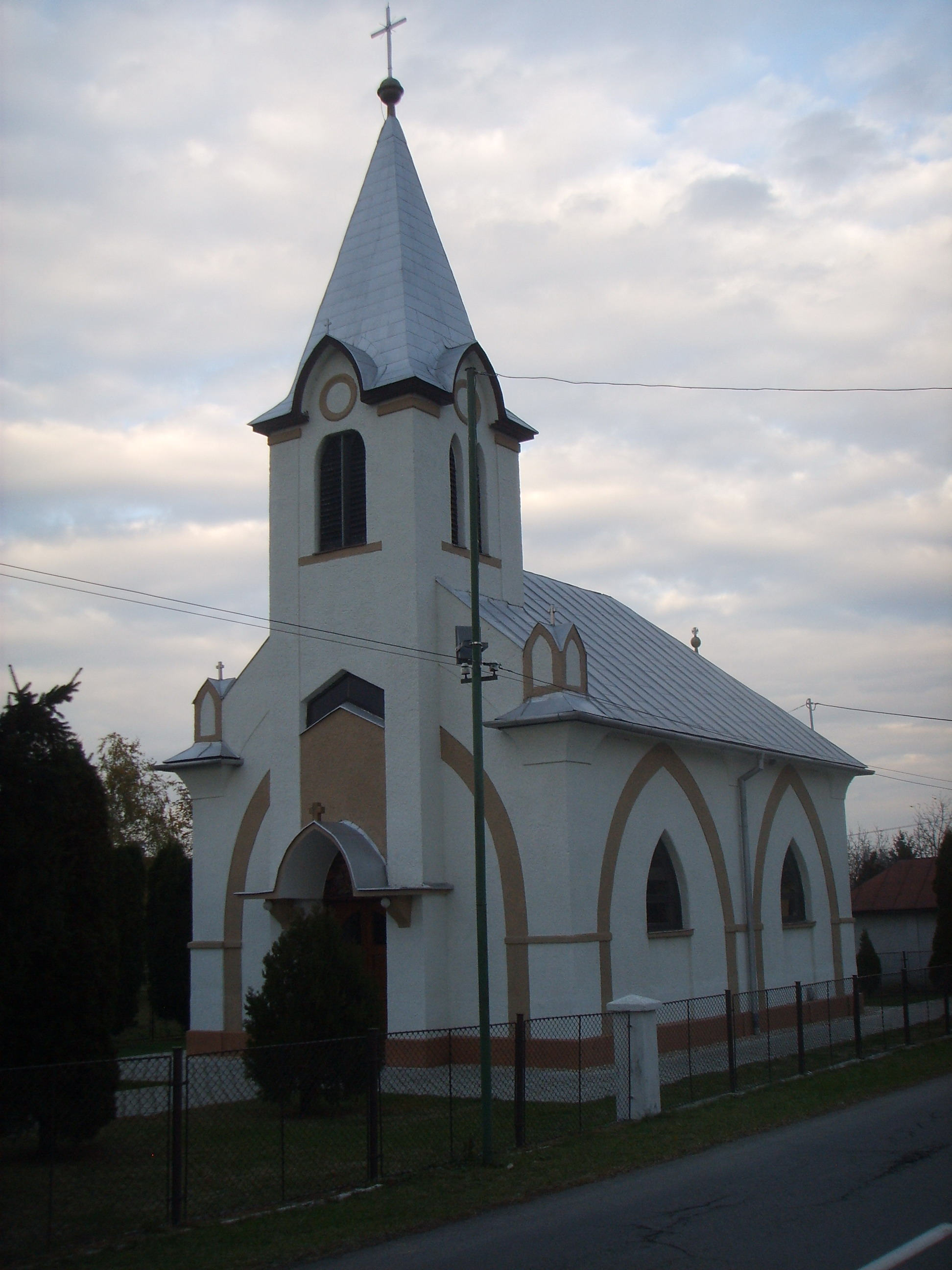
Kirche in Višňov

Višňov wurde zum ersten Mal 1270 als Wysno schriftlich erwähnt, weitere historische Bezeichnungen sind unter anderen Fuluisno (1306), Nogvisnow, Kis Visnod, Eghazas Wysnow (1329), Nogvysnyo (1355), Kyswysnyo, Naghwysnyo (1459) und Wissnow (1773). Im Jahr der Ersterwähnung schenkte ein gewisser Stephan das Dorf dem Magister Rajnold, dem Gründer des Geschlechts Rozgonyi. Später war Višňov Gut in der Herrschaft der Burg Čičava, 1598 Besitz der Pfarrei von Vranov und danach der Herrschaft von Humenné. Im Jahr 1672 erhielten die Pauliner aus Vranov den Ort durch eine Schenkung des Geschlechts Drugeth. Im späten 18. Jahrhundert gehörte das Dorf der Kammer und ab 1820 der griechisch-katholischen Eparchie von Prešov.
1493 standen im Ort 14 Ansiedlungen, sechs davon waren unbewohnt. 1715 gab es 12 verlassene und sechs bewohnte Haushalte. 1787 hatte die Ortschaft 35 Häuser und 289 Einwohner, 1828 zählte man 54 Häuser und 413 Einwohner. Von 1880 bis 1910 wanderten viele Einwohner aus.
Bis 1918/1919 gehörte der im Komitat Semplin liegende Ort zum Königreich Ungarn und kam danach zur Tschechoslowakei beziehungsweise heutigen Slowakei. 

## Bevölkerung
| Jahr                | 1994 | 2004    | 2014    | 2024    |
| ------------------- | ---- | ------- | ------- | ------- |
| Anzahl der Personen | 240  | 219     | 228     | 246     |
| Unterschied         |      | −8,75 % | +4,10 % | +7,89 % |

| Jahr                | 2023 | 2024    |
| ------------------- | ---- | ------- |
| Anzahl der Personen | 242  | 246     |
| Unterschied         |      | +1,65 % |

Nach der Volkszählung 2011 wohnten in Višňov 246 Einwohner, davon 233 Slowaken, zwei Russinen sowie jeweils ein Tscheche und Ukrainer. Neun Einwohner machten keine Angabe zur Ethnie.
163 Einwohner bekannten sich zur römisch-katholischen Kirche, 39 Einwohner zur griechisch-katholischen Kirche, sieben Einwohner zu den Zeugen Jehovas, jeweils drei Einwohner zur Evangelischen Kirche A. B. und zur reformierten Kirche und ein Einwohner zur evangelisch-methodistischen Kirche. 13 Einwohner waren konfessionslos und bei 17 Einwohnern wurde die Konfession nicht ermittelt.

## Bauwerke und Denkmäler
- römisch-katholische Peter-und-Paul-Kirche im Secessionsstil aus dem Jahr 1936[6]

## Verkehr
Durch Višňov passiert die Cesta III. triedy 3650 („Straße 3. Ordnung“) zwischen Dargov und Parchovany (Anschluss an die Cesta I. triedy 79 („Straße 1. Ordnung“)). Der nächste Bahnanschluss ist in Sečovce an der Bahnstrecke Trebišov–Vranov nad Topľou, seit 2003 wird der dortige Bahnhof im regelmäßigen Personenverkehr nicht mehr angefahren, der nächste angefahrene Bahnhof ist seither in Trebišov.